# فرانك سكينر
فرانك سكينر (بالإنجليزية: Frank Skinner)‏ هو مؤلف موسيقى تصويرية وملحن أمريكي، ولد في 31 ديسمبر 1897 في ميردوسيا في الولايات المتحدة، وتوفي في 9 أكتوبر 1968 في هوليوود في الولايات المتحدة.

## وصلات خارجية
- فرانك سكينر على موقع IMDb (الإنجليزية)
- فرانك سكينر على موقع ميوزك برينز (الإنجليزية)
- فرانك سكينر على موقع ديسكوغز (الإنجليزية)
- فرانك سكينر على موقع قاعدة بيانات الفيلم (الإنجليزية)